# Ourapteryx versuta
Ourapteryx versuta là một loài bướm đêm trong họ Geometridae.